# Cabrales (Käse)
Cabrales ist ein Blauschimmelkäse aus den nordspanischen Gemeinden Cabrales und Peñamellera Alta in der autonomen Region Asturien mit geschützter Ursprungsbezeichnung.

## Herkunft
Das Gebiet für die Erzeugung der Milch umfasst die Parroquias Arangas, Arenas, Asiego, Berodia, Bulnes, Camarmeña, Canales, Carreña, Escobar, Inguanzo, La Molina, La Salce, Ortiguero, Pandiello, Puertas, Poo, Sotres und Tielve der Gemeinde Cabrales sowie die Parroquias Oceño, Cáraves und Rozagas der Gemeinde Peñamellera Alta, die im Gebiet des Kalksteinmassivs Picos de Europa liegen.
Die für die Käsereifung verwendeten Berghöhlen befinden sich in Höhenlagen zwischen 800 und 1200 Metern. Die Höhlen müssen tief sein, einen nordseitigen Eingang sowie mindestens eine weitere Öffnung und einen Wasserlauf aufweisen. Hierdurch entstehen eine schwache Luftbewegung und eine sehr hohe Luftfeuchtigkeit von über 90 % bei gleichbleibender Temperatur zwischen 6 °C und 10 °C.

## Herstellung
Der Cabrales besteht aus Rohmilch von Kuhmilch, Schaf oder Ziege oder einer Mischung aus zwei oder allen drei Milcharten.
Zur Dicklegung darf ausschließlich tierisches Lab verwendet werden. Der Käse wird nach Verarbeitung des Käsebruchs 2 bis 5 Monate auf Holzgestellen in den Reifungshöhlen unter regelmäßigem Wenden und Abreiben gelagert. Die Höhlen sind mit Edelschimmel-Kulturen besiedelt, vor allem  Penicillium roqueforti. Deren Sporen werden durch die Luftströme gelöst und besiedeln die Käselaibe. Dort keimen sie und durchdringen die Masse.  Zur leichteren Handhabung wurden früher die Laibe nach Abschluss der Reifung in Bergahornblätter eingewickelt. Heutzutage wird lebensmittelechtes Papier mit aufgedruckten Blättern verwendet.
Verarbeitung, Reifung, Portionierung und Verpackung müssen durch den jeweiligen Käseproduzenten vor Ort erfolgen.

## Eigenschaften
Der Geschmack ist leicht pikant und stärker ausgeprägt wenn er aus reiner Schafs- oder Ziegenmilch oder einer Mischung aus beiden hergestellt wurde. Die einzelnen Bereiche der Höhlen verfügen über unterschiedliche Schimmelpilz-Kulturen und geben dem Cabrales daher verschiedene geschmackliche Nuancen.

## Sonstiges
Jährlich im August findet in Las Arenas in Cabrales ein Fest statt, die Certamen del Queso Cabrales. Dabei wird der beste Käse der umliegenden Dörfer gekürt. In Deutschland und Österreich bekommt man den Käse selten. 